# 萩原雄祐
萩原雄祐（日语：／ Hagihara Yūsuke ?，1897年3月28日—1979年1月29日）），日本天文學家，以對天體力學的貢獻而聞名。

## 生平
萩原於1921年獲東京帝國大學授予天文學學位，兩年後在該校擔任天文學助理教授。日本政府於1923年送他出國當訪問學者。萩原去了英國的劍橋，跟隨數學家亨利·弗雷德里克·貝克做研究工作，期間他還到訪過哥廷根大學和索邦學院。
他於1925年回到日本，三年後他拿到了洛克菲勒基金會的獎學金，到美國去跟隨喬治·戴維·伯克霍夫研究動力系統理論。
萩原於1929年完成在哈佛的研究並回到東京大學，並於1930年在該校完成有關衛星系統穩定性的博士學位論文。 他在五年後升任正教授。他在1945年至1957年間擔任東京天文台台長，之後還擔任了東北大學的教授（1957年至1960年），以及宇都宮大學的校長（1961年至1967年）。他在1961年獲選為國際天文聯會的副主席，並同時兼任天體力學委員會主席 。
他在1967年以退休為由辭任了除日本學士院外所有的正式職務，專心撰寫基於他課堂筆記的綜合教科書《天體力學》（共五卷）。
普遍認為萩原是一名沉靜且有教養的紳士，一個非常優秀的老師，同時也是一名有能力的行政人員。

## 榮譽
- 以他命名的小行星1971 Hagihara[7]
- 英國皇家天文學會會士
- 日本國家天文學委員會主席
- 帝国学士院会員
- 日本學士院院士
- 日本學術會議會
- 文化勳章
- 美國科學院詹姆斯·克雷格·沃森獎得主（1960年）